# Oekraïense Staat
De Oekraïense Staat (Oekraïens: Українська держава,  Oekrajinska Dertsjava), ook bekend als het Hetmanaat (Oekraïens: Гетьманат), was een zeer kort bestaande niet-communistische staat in Oekraïne.

## Geschiedenis
De staat werd op 29 april 1918 opgericht na een staatsgreep, als vervanging van de Oekraïense Volksrepubliek. De Oekraïense Staat was de facto een vazalstaat van het Duitse Keizerrijk, dat militaire bescherming tegen de bolsjewieken beloofde in ruil voor graanleveringen. De leider van het land was de hetman (een oude, militair-bestuurlijke kozakkentitel) Pavlo Skoropadsky, een beroepsofficier en lid van de Oekraïense aristocratie. Berlijn beschouwde Oekraïne in de eerste plaats als wingewest en als buffer tegen het Rode Leger, dat kon worden gebruikt voor de Duitse belangen in oorlogstijd. Er was niet zo veel interesse om de Oekraïners onafhankelijkheid te verlenen, noch om het gehele gebied in te lijven bij het Duitse Keizerrijk. Al was de Oberste Heeresleitung aan het eind van de oorlog wel steeds ambitieuzer in haar territoriale aanspraken geworden, zag zij vooral mogelijkheden in Polen, Belarus en de Baltische regio.
Het zuidelijke deel van de staat werd bezet door troepen uit Oostenrijk-Hongarije. De Habsburgers hadden hele andere bedoelingen met de Oekraïners. Op de eerste plaats wilden ze graag zo snel mogelijk graan van de Oekraïners ontvangen om hun eigen hongerlijdende bevolking en leger te voeden voordat er opstanden en muiterijen zouden uitbreken. In januari en februari waren er reeds voedselrellen in Oostenrijk geweest en die dreigden nog verder te ontsporen als de hongersnood niet onmiddellijk kon worden opgelost. In de tweede plaats hoopten de Habsburgers Oekraïens patriottisme aan te wakkeren en het streven naar een onafhankelijk land dat enerzijds een bondgenoot van Wenen zou zijn en anderzijds een tegenstander van zowel Moskou als Berlijn. Oostenrijk-Hongarije was namelijk bang dat het Duitse Keizerrijk te machtig zou worden als de Hohenzollerns te veel terreinwinst zouden boeken ten opzichte van de Donaumonarchie. De tegenstrijdige houding van de Duitse en Oostenrijks-Hongaarse bezettingsmachten leidde tot veel spanningen en onenigheden in beleid over wat de toekomst van Oekraïne diende te worden, zeker zolang de Eerste Wereldoorlog op andere fronten nog voortduurde. Tegen het eind van de oorlog was Oostenrijk-Hongarije vrijwel volledig onderworpen aan de belangen van haar Duitse bondgenoot en werd zij gedwongen een nieuw offensief te beginnen in het Westfront, waar het geheel niet klaar voor was. Ook het Hohenzollern-regime zou spoedig ineenstorten door interne opstanden en muiterijen vanaf oktober 1918. Daardoor verzwakte de positie van de Centralen in Oekraïne in rap tempo.
Als gevolg van een volksopstand tegen het hetmanregime, die op 16 november 1918 begon, werd de staat op 14 december 1918 weer vervangen door de gerestaureerde Volksrepubliek Oekraïne (ditmaal bestuurd door een Directoraat). Echter zouden in de twee jaar daarna meerdere invasies van het Rode Leger, het Witte Leger en het Poolse leger uiteindelijk toch een eind maken aan de onafhankelijkheid van Oekraïne. In 1921 werd de Oekraïense Volksrepubliek opgeslorpt door de rivaliserende communistische republiek, die een stichtende socialistische sovjetrepubliek (in feite een Russische satelliet) werd van de formeel federale Sovjet-Unie op 30 december 1922.